# Сафонов Яків Васильович
Я́ків Васи́льович Сафо́нов (22 жовтня 1877, Короча — 27 січня (9 лютого) 1918, Київ) — генерал-майор (1917), військовий діяч часів УНР.

## Військова служба
Народився і виріс Яків Васильович Сафонов в містечку Короча на Курщині, походив з роду Сафонових. Закінчив Корочанську Олександрівську гімназію, Одеське піхотне юнкерське училище (1897), Служив у 136-му піхотному Таганрозькому полку, з 1897 — підпоручник, з 1901 — поручник, з 1904 — штабс-капітан. Учасник російсько-японської війни. В березні-липні 1905 — помічник старшого ад'ютанта штабу Одеського військового округу. В 1905—1908 — старший ад'ютант штабу 34-ї піхотної дивізії (в січні 1906 — січні 1907 командував ротою в 136-му піхотному Таганрозькому полку). З 1906 — капітан. В 1908—1909 — обер-офіцер з особливих доручень при штабі 2-го Кавказького армійського корпусу. З 1909 р. — підполковник.
В 1909—1911 — старший ад'ютант штабу 8-го армійського корпусу. У квітні-листопаді 1911 і в лютому-жовтні 1912 — штаб-офіцер з доручень при штабі Іркутського військового округу, в 1911–1912 — старший ад'ютант штабу. В 1912—1914 — завідувач пересуванням військ залізницею і водою Іркутського району, з 1912 — полковник. В 1914 — начальник відділення Головного управління Генерального штабу.

## Перша світова війна
З 1914 — командир 15-го піхотного Шлісельбурзького полку. З жовтня 1915 — командир 15-го стрілецького полку. В 1917 — начальник штабу 37-ї піхотної дивізії. З 1917 — генерал-майор. За бойові заслуги нагороджений орденом св. Георгія IV ступеня і (1917) Георгіївською зброєю (1917).

## Військовий діяч України
З 30 серпня 1917 — начальник штабу 34-го армійського корпусу (після «українізації» корпусу — начальник штабу 1-го Українського армійського корпусу). З його ініціативи при корпусі була відкрита офіцерська школа. Генерал Сафонов був автором реалізованого в листопаді-грудні 1917 плану по нейтралізації «збільшовизованих» військових частин, що наступали на Київ. За короткий час підрозділи Українського корпусу зайняли стратегічно важливі залізничні станції — Вінницю, Жмеринку, Козятин, Бердичів, Білу Церкву, Фастів — і перекрили шлях більшовикам на Київ з півдня. «Червоні» ешелони перехоплювались, роззброювались і відправлялись в Радянську Росію. Але недостатня кількість сил не дозволили військам корпусу ефективно протистояти наступу на Київ більшовицьких військ Муравйова.

## Смерть
8 лютого (26 січня) після п'ятиденного гарматного обстрілу війська Муравйова увійшли до Києва. Столицю УНР муравйовці буквально затопили у крові тисяч городян, було вбито і Київського митрополита Володимира.
Українські соціалісти, що тоді контролювали уряд, втекли до Житомира з таким поспіхом, що українські війська навколо Києва нічого про це не знали.
9 лютого Яків Сафонов супроводжував командувача корпусу генерала Якова Гандзюка до Києва для отримання подальших вказівок від Центральної Ради.
На під'їзді до столиці автомобіль генералів, які вдягнулися у повну форму з орденами, оточили балтійські моряки.
Після відмови генералів перейти на бік «червоних» їх 10 лютого, коло будівлі колишнього Олексіївського військового інженерного училища (нині військовий ліцей імені І. Богуна) розстріляли. Військовий злочинець Муравйов запропонував полоненим перейти на бік більшовиків, але всі рішуче відмовились. «Ви помилилися, бо ми українці, — сказав генерал Гандзюк — і нам зрозумілі причини, що змусили вас воювати з нами». Помітивши, що генерал Сафонов, багатодітний батько, занепав духом, Гандзюк підтримав його: «Не раз ми з тобою дивились смерті у вічі, помремо ж мужньо, як і належить воїнам!».
Згідно з архівними даними могила генерала Сафонова розташована у Видубицькому монастирі Києва поруч з могилою генерала Гандзюка.